# Ronas Hill
Ronas Hill o Rönas Hill è una collina dell'isola scozzese di Mainland, nelle isole Shetland, che si erge sino ai 450 metri di altitudine, rappresentando così il punto più elevato dell'intero arcipelago.
Il luogo è considerato un sito di particolare interesse scientifico.

## Geografia
Ronas Hill si trova nell'estremità nord-orientale dell'isola di Mainland, segnatamente Northmavine, facente parte dell'area nota come Ronas Roe, area situata a nord dell'insenatura di Ronas Voe.

## Origini del nome
Il nome Ronas deriva dal termine antico nordico røn, che significa "terreno sassoso".

## Geologia
Ronas Hill è costituito da rocce di granito, modellate dall'azione dei venti e dei ghiacci.

## Flora e fauna
A Ronas Hill crescono numerose varietà di piante artiche, alcune delle quali non si trovano in nessun altro luogo delle isole Shetland.

## Monumenti

### Cairn di Ronas Hill

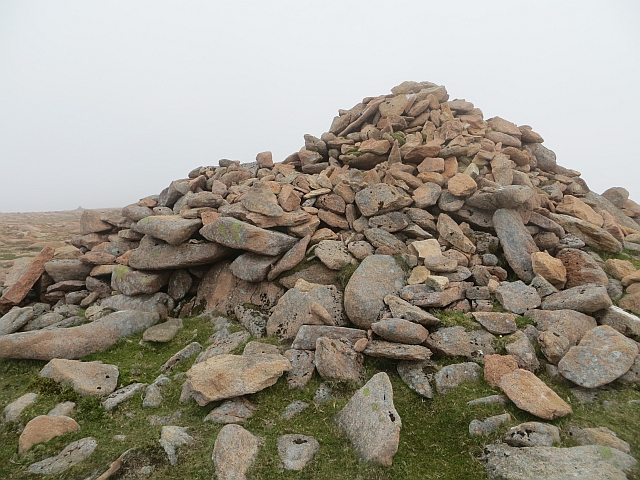
Il cairn di Ronas Hill

Sulla vetta della collina vi si trova la della camera sepolcrale più completa rinvenuta nelle isole Shetland. Si tratta di uno dei rari esempi di cairn rinvenuti sulla vetta di un monte.
Il sito venne probabilmente eretto tra il 4000 e il 2500 a.C., durante il periodo Neolitico ed è stato inserito tra i monumenti classificati nel 1955.
Il cairn misura di 1,7x0,9 metri e dell'altezza di circa un metro, alla quale si accede da un passaggio della lunghezza di 2,4 metri. Il cairn è composto da pietre larghe e l'entrata è posta sul suo lato est.
Si suppone che in origine questa camera sepolcrale avesse un diametro di 13,8 metri.